# Goran Dizdar
Goran Dizdar est un joueur d'échecs yougoslave puis croate né le 4 décembre 1958 à Zagreb.

## Biographie et carrière
Goran Dizdar a obtenu le titre de grand maître international en 1991. 
Il remporta le championnat de Croatie en 1995 à Pula.
Goran Dizdar a représenté la Yougoslavie lors de l'olympiade universitaire (championnat du monde par équipes de moins de 26 ans) de 1981 à Graz. Il jouait au deuxième échiquier et marqua 5 points sur 10 (il affronta Sergueï Dolmatov qu'il batti. En 1983, il joua au troisième échiquier dans l'équipe de Yougoslavie lors de la Mitropa Cup et remporta la médaille d'or par équipe.
Il participa à cinq olympiades de 1992 à 2006 avec l'équipe de Croatie, marquant 28 points en 47 parties (l'équipe de Croatie finit huitième de la compétition en 1992). En 1992, il remporta la médaille d'argent individuelle à l'échiquier de réserve, en marquant 5 points sur 7 lors du championnat d'Europe d'échecs des nations.
En 1997, il remporta la médaille d'argent individuelle à l'échiquier de réserve, en marquant 4,5 points sur 7 lors du championnat du monde d'échecs par équipes.
En 1999, Dizdar participa au Championnat du monde de la Fédération internationale des échecs 1999 à Las Vegas. Il battit le chinois Liang Chong au premier tour, puis perdit face à Sergueï Movsessian au deuxième tour.